# Claire Danesová
Claire Danesová, rodným jménem Claire Catherine Danes, (* 12. dubna 1979 Manhattan, New York) je americká herečka. Je držitelkou několika ocenění, včetně tří cen Emmy a čtyř Zlatých glóbů. V roce 2012 byla časopisem Time zařazena na seznam 100 nejvlivnějších lidí světa.
První uznání získala v roce 1994 díky hlavní roli v dramatickém seriálu Tak tohle je můj život, za nějž obdržela Zlatý glóbus za nejlepší herečku v dramatickém seriálu. Téhož roku zaznamenala filmový debut v dramatu Malé ženy a širší uznání získala díky roli Julie v romantickém filmu Romeo a Julie (1996).
V roce 2010 ztvárnila titulní roli v minisérii Temple Gradinová, za níž obdržela cenu Emmy a Zlatý glóbus. Mezi lety 2011 a 2020 ztvárnila hlavní roli Carrie Mathison v dramatickém seriálu Ve jménu vlasti, za níž obdržela dvě ceny Emmy a dva Zlaté glóby. V roce 2022 účinkovala v minisérii Fleishman v průšvihu.

## Životopis
Narodila se ve čtvrti Manhattan v New York City ve státě New York. Její matka Carla (rozená Hallová) je poskytovatelka denní péče, malířka a návrhářka, která se později stala manažerkou své dcery, a její otec Christopher Danes (narozený 6. května 1944 v Austinu v Texasu) je počítačový odborník a bývalý fotograf architektury. Její dědeček z otcovy strany, Gibson Andrew Danes (1910–1992), byl děkan umění a architektury na univerzitě Yale. Má staršího bratra, Asu (narozený 1973).
Navštěvovala Dalton School v New Yorku, Professional Performing Arts School a Lycée Français de Los Angeles v Los Angeles v Kalifornii. V roce 1998 ji přijali na univerzitu Yale, kam chodil i její otec. Režisér Oliver Stone napsal její doporučující dopis na Yale. Po dvou letech studií zaměřených na psychologii se rozhodla z Yalu odejít a soustředit se na svou filmovou kariéru.

## Televize
Její první role bylo hostování v seriálu Právo a pořádek v epizodě „Skin Deep“. Také se objevila v epizodě nazvané „The Coming out of Heidi Leiter“ v seriálu HBO, Lifestories: Families in Crisis. V březnu 1993, kdy se epizoda natáčela, bylo Claire třináct let, ale vysílala se až po téměř roce a půl. Zahrála si patnáctiletou Angelu Chase v televizním dramatickém seriálu Tak tohle je můj život, za který získala Zlatý glóbus a byla nominována na cenu Emmy.
V roce 2010 si zahrála hlavní roli v životopisném filmu z produkce HBO, Temple Grandinová, založeném na osudu stejnojmenné autistické ženy. Za tuto roli v roce 2010 vyhrála Cenu Emmy za nejlepší herečku v minisérii nebo ve filmu, v roce 2011 Zlatý glóbus za nejlepší ženský herecký výkon v minisérii nebo TV filmu a Screen Actors Guild za nejlepší ženský herecký výkon v televizním filmu nebo minisérii. Film byl velmi dobře přijat a dokonce i sama Grandin chválila Danesin výkon.
V roce 2011 začala účinkovat v seriálu Ve jménu vlasti, kde ztvárnila agentku CIA, trpící bipolární afektivní poruchou, aniž by o tom věděl zaměstnavatel. Její postava podezřívá z plánování teroristického útoku dva bývalé příslušníky námořních sil, kteří byli zajati v Iráku a po osmi letech se objevili zpět na americkém území. Další hlavní role v seriálu ztvárnili Mandy Patinkin a Damian Lewis. Za svou roli vyhrála v roce 2012 Zlatý glóbus v kategorii nejlepší herečka v televizním seriálu.

## Film
Po skončení seriálu Tak tohle je můj život se rozhodla působit ve filmu. V roce 1994 si zahrála Elizabeth „Beth“ Marchovou v adaptaci filmu Malé ženy, společně s Winonou Ryderovou, Kirsten Dunstovou, Samanthou Mathisovou, Trini Alvaradovou, Christianem Balem, Susan Sarandonovou a Gabrielem Byrnem. Také se objevila jako dcera Holly Hunterové ve filmu Jodie Fosterové, Domů na svátky. Hrála společně s francouzskou herečkou Jeanne Moreau a Judem Lawem ve filmu Má mě rád, nemá mě rád. Poté si zahrála roli Rachel ve filmu Nezvaný host.
Její první hlavní role ve filmu přišla v roce 1996. Hrála Julii Kapuletovou ve filmové adaptaci Sheakesperova Romea a Julie a roli Romea Monteka hrál Leonardo DiCaprio. Později bylo oznámeno, že odmítla hlavní ženskou roli ve filmu Titanic. Nicméně ona sama říkala, že mohla být na roli zvažována, ale tato role ji nikdy nabídnuta nebyla.
V roce 1997 pracovala po boku dvou velice uznávaných režisérů. Zahrála si týranou manželku Kelly Rikerovou ve filmu Vyvolávač deště, který režíroval Francis Ford Coppola, stejně jako roli kýčovité a hloupé Jenny ve filmu režiséra Olivera Stona U-Turn. V roce 1998 si zahrála dvě velmi odlišné role: Cosettu ve filmu Bídníci režiséra Bille Augusta a těhotnou dceru polských přistěhovalců (hráli je Gabriel Byrne a Lena Olinová) ve filmu Polská svatba. V roce 1999 dabovala anglickou verzi animovaného filmu Princezna Mononoke. V témže roce si zahrála roli Julie Barnesové ve filmu Parchanti nebo poldové? a získala hlavní roli ve filmu Téměř bez šance, kde se spolu s ní objevili Kate Beckinsale a Bill Pullman. Poté po nějaký čas opustila svou filmovou kariéru, aby se mohla věnovat studiím na Yalu.
V roce 2002 se vrátila na filmová plátna. Hrála spolu se Susan Sarandon, Kieranem Culkinem a Billem Pullmanem ve filmu Igby. Později toho roku si zahrála dceru Meryl Streep ve filmu Hodiny, který byl nominován na Oscara. V následujícím roce byla obsazena do filmů Terminátor 3: Vzpoura strojů a Krása na scéně. Získala pozornost kritiků v roce 2005, když hrála ve filmech Jeden navíc a Základ rodiny. V roce 2007 se objevila ve fantasy filmu Hvězdný prach, který popsala jako „klasický model romantické komedie“ a hrála zde společně s Charliem Coxem, Michelle Pfeifferovou, Robertem De Niro a Siennou Miller. Dále si ve stejném roce zahrála v dramatu Ten večer a Osobní spravedlnost. Po boku Zaca Efrona a Bena Chaplina se objevila v dramatu Já a Orson Welles.

## Divadlo
Její první divadelní představení v New Yorku byly Happiness, Punk Ballet a Kids Onstage.

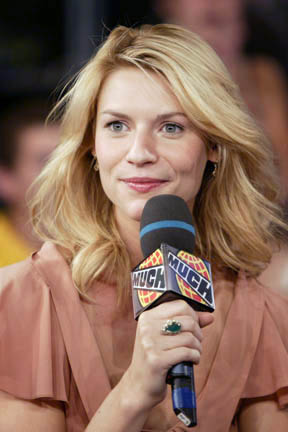
Danes v roce 2007

V dubnu 2000 se objevila mimo Broadway ve hře Monology vagíny. V listopadu stejného roku se objevila jako Emily Webb ve čtení hry Thorntona Wildera Our Town v All Saint's Episcopal Church v Beverly Hills. Výrobu představení provedla Bess Armstrongová, která hrála její matku v seriálu Tak tohle je můj život a objevili se tam někteří její kolegové ze seriálu včetně Toma Irwina, Devona Gummersalla a Paula Dooleye.
V roce 2007 zaznamenala svůj broadwayský debut v roli Elizy Doolittleové v Pygmalionu.
V lednu 2012 Harvard University's Hasty Pudding Theatricals oznámili, že získá titul žena roku 2012.

## Další práce
V roce 1997 napsala úvod knihy Neila Gaimana, Death: The Time of Your Life.
V roce 2012 namluvila audioknihu od Margaret Atwoodové, The Handmaid's Tale a byla vydána přes Audible.com. Za svůj výkon byla nominována v roce 2013 na cenu Audie Award.

## Osobní život
Chodila s hercem Billym Crudupem, což budilo především negativní publicitu, protože se šířily zvěsti,[zdroj⁠?!] že jejich vztah zapříčinil konec vztahu mezi Crudupem a tehdy těhotnou Mary-Louise Parkerovou.
Za herce Hugha Dancyho se provdala v září 2009. Dne 4. července 2012 oznámili, že spolu čekají potomka. První syn Cyrus Michael Christopher Dancy se narodil 17. prosince 2012 a druhý pak v srpnu 2018.
V roce 2015 obdržela hvězdu na Hollywoodském chodníku slávy. Přihlásila se k feminismu.

## Filmografie

### Film
| Rok  | Název filmu                  | Role                   | Poznámky |
| ---- | ---------------------------- | ---------------------- | -------- |
| 1994 | Malé ženy                    | Beth March             |          |
| 1995 | Co si ušít do výbavy         | Glady Jo Cleary        |          |
| 1995 | Domů na svátky               | Kitt Larson            |          |
| 1996 | Má mě rád, nemá mě rád       | Daisy/mladá Nana       |          |
| 1996 | Romeo a Julie                | Julie Kapuletová       |          |
| 1996 | Nezvaný host                 | Rachel Lewis           |          |
| 1997 | Princezna Mononoke           | San                    | Hlas     |
| 1997 | U-Turn                       | Jenny                  |          |
| 1997 | Vyvolávač deště              | Kelly Riker            |          |
| 1998 | Bídníci                      | Cosetta                |          |
| 1998 | Polská svatba                | Hala                   |          |
| 1999 | Parchanti nebo poldové?      | Julie Barnes           |          |
| 1999 | Téměř bez šance              | Alice Marano           |          |
| 2002 | Igby                         | Sookie Sapperstein     |          |
| 2002 | Hodiny                       | Julia Vaughn           |          |
| 2003 | Za všechno může láska        | Elena                  |          |
| 2003 | Proměna Placida Lakea        | Dívka na semináři      |          |
| 2003 | Terminátor 3: Vzpoura strojů | Kate Brewster          |          |
| 2004 | Krása na scéně               | Maria                  |          |
| 2005 | Jeden navíc                  | Mirabelle Buttersfield |          |
| 2005 | Základ rodiny                | Julie Morton           |          |
| 2007 | Ten večer                    | Mladá Ann              |          |
| 2007 | Hvězdný prach                | Yvaine                 |          |
| 2007 | Osobní spravedlnost          | Allison                |          |
| 2009 | Já a Orson Welles            | Sonja Jones            |          |
| 2013 | Naši a já                    | Lainee Diamond         |          |
| 2017 | Medvěd Brigsby               | Alex Wheeler           |          |
| 2018 | A Kid Like Jake              | Alex Wheeler           |          |

### Televize
| Rok       | Název pořadu                    | Role               | Poznámky                                                 |
| --------- | ------------------------------- | ------------------ | -------------------------------------------------------- |
| 1992      | Právo a pořádek                 | Tracy Brandt       | díl: „Skin Deep“                                         |
| 1994      | Lifestories: Families in Crisis | Katie Leiter       | díl: „More Than Friends: The Coming Out of Heidi Leiter“ |
| 1994      | Tak tohle je můj život          | Angela Chase       | 19 dílů                                                  |
| 2010      | Temple Grandinová               | Temple Grandin     |                                                          |
| 2011–2020 | Ve jménu vlasti                 | Carrie Mathison    | hlavní role, 85 dílů také producentka                    |
| 2011      | Dětská zahrada poezie           | vypravěčka         | TV film                                                  |
| 2015      | Master of None                  | Nina               | díl: „The Other Man“                                     |
| 2017      | Portlandia                      | trenérka vyprávění | díl: „The Storytellers“                                  |

### Divadlo
| Rok  | Název hry                       | Role            | Divadlo                                                      |
| ---- | ------------------------------- | --------------- | ------------------------------------------------------------ |
| 2000 | Monology vagíny                 |                 | Westside Theatre                                             |
| 2005 | Christina Olson: American Model | Christina Olson | Performance Space 122                                        |
| 2007 | Edith and Jenny                 | Edith           | Performance Space 122                                        |
| 2007 | Pygmalion                       | Eliza Doolittle | American Airlines Theatre 18. října 2007 - 16. prosince 2007 |

## Ocenění a nominace
| Rok  | Ocenění                                           | Kategorie                                                       | Práce                  | Výsledek   |
| ---- | ------------------------------------------------- | --------------------------------------------------------------- | ---------------------- | ---------- |
| 1994 | Zlatý glóbus                                      | Nejlepší ženský herecký výkon (drama)                           | Tak tohle je můj život | Vyhrála    |
| 1994 | Cena Emmy                                         | Nejlepší herečka v dramatickém seriálu                          | Tak tohle je můj život | Nominována |
| 1994 | Young Artist Award                                | Nejlepší obsazení seriálu                                       | Tak tohle je můj život | Vyhrála    |
| 1994 | Chicago Film Critics Association                  | Nejlepší herečka ve vedlejší roli                               | Malé ženy              | Nominována |
| 1994 | Chicago Film Critics Association                  | Nejvíce slibná herečka                                          | Malé ženy              | Nominována |
| 1994 | Young Artist Award                                | Nejlepší mladá herečka                                          | Malé ženy              | Nominována |
| 1995 | Young Artist Award                                | Nejlepší mladá herečka                                          | Domů na svátky         | Nominována |
| 1996 | Blockbuster Entertainment Awards                  | Nejlepší herečka v romantickém filmu                            | Romeo a Julie          | Vyhrála    |
| 1996 | London Film Critics Circle Awards                 | Herečka roku                                                    | Romeo a Julie          | Vyhrála    |
| 1996 | MTV Movie Award                                   | Nejlepší ženský herecký výkon                                   | Romeo a Julie          | Vyhrála    |
| 1996 | Young Artist Award                                | Nejlepší herečka v dramatu                                      | Romeo a Julie          | Vyhrála    |
| 1996 | MTV Movie Award                                   | Nejlepší polibek                                                | Romeo a Julie          | Nominována |
| 1996 | MTV Movie Award                                   | Nejlepší filmová dvojice                                        | Romeo a Julie          | Nominována |
| 1996 | Young Artist Award                                | Nejlepší mladá herečka                                          | Nezvaný host           | Vyhrála    |
| 1997 | Blockbuster Entertainment Awards                  | Nejlepší herečka ve vedlejší roli ve dramatu                    | Vyvolávač deště        | Nominována |
| 2002 | Phoenix Film Critics Society Awards               | Nejlepší obsazení filmu                                         | Hodiny                 | Nominována |
| 2002 | Screen Actors Guild Award                         | Nejlepší obsazení filmu                                         | Hodiny                 | Nominována |
| 2005 | Satellite Award                                   | Nejlepší herečka v komedii nebo muzikálu                        | Jeden navíc            | Nominována |
| 2005 | St. Louis Gateway Film Critics Association Awards | Nejlepší herečka                                                | Jeden navíc            | Nominována |
| 2010 | Cena Emmy                                         | Nejlepší herečka v minisérii nebo ve filmu                      | Temple Grandinová      | Vyhrála    |
| 2010 | Satellite Award                                   | Nejlepší herečka v minisérii nebo televizním filmu              | Temple Grandinová      | Vyhrála    |
| 2010 | Zlatý glóbus                                      | Nejlepší ženský herecký výkon v minisérii nebo TV filmu         | Temple Grandinová      | Vyhrála    |
| 2010 | Screen Actors Guild Award                         | Nejlepší herečka v televizním filmu nebo minisérii              | Temple Grandinová      | Vyhrála    |
| 2011 | Zlatý glóbus                                      | Nejlepší ženský herecký výkon (drama)                           | Ve jménu vlasti        | Vyhrála    |
| 2011 | Satellite Award                                   | Nejlepší herečka v dramatickém seriálu                          | Ve jménu vlasti        | Vyhrála    |
| 2012 | TCA Award                                         | Individuální úspěch v dramatickém seriálu                       | Ve jménu vlasti        | Vyhrála    |
| 2012 | Cena Emmy                                         | Nejlepší herečka v dramatickém seriálu                          | Ve jménu vlasti        | Vyhrála    |
| 2012 | Satellite Award                                   | Nejlepší herečka v dramatickém seriálu                          | Ve jménu vlasti        | Vyhrála    |
| 2013 | Zlatý glóbus                                      | Zlatý glóbus za nejlepší ženský herecký výkon v seriálu (drama) | Ve jménu vlasti        | Vyhrála    |
| 2013 | Screen Actors Guild Award                         | Nejlepší výkon herečky v dramatickém seriálu                    | Ve jménu vlasti        | Vyhrála    |
| 2013 | Critics' Choice Television Award                  | Nejlepší herečka v dramatickém seriálu                          | Ve jménu vlasti        | Nominována |
| 2013 | Cena Emmy                                         | Nejlepší herečka v dramatickém seriálu                          | Ve jménu vlasti        | Vyhrála    |
| 2014 | Screen Actors Guild Award                         | Nejlepší výkon herečky v dramatickém seriálu                    | Ve jménu vlasti        | Nominována |
| 2014 | Cena Emmy                                         | Nejlepší herečka v dramatickém seriálu                          | Ve jménu vlasti        | Nominována |
| 2015 | Zlatý glóbus                                      | Zlatý glóbus za nejlepší ženský herecký výkon v seriálu (drama) | Ve jménu vlasti        | Nominována |
| 2015 | Screen Actors Guild Award                         | Nejlepší výkon herečky v dramatickém seriálu                    | Ve jménu vlasti        | Nominována |